# Zosterops xanthochroa
Zosterops xanthochroa là một loài chim trong họ Zosteropidae.